# 伊瓦什基夫齊 (赫梅利尼茨基區)
49°21′55″N 27°8′58″E / 49.36528°N 27.14944°E
伊瓦什基夫齊（烏克蘭語：Івашківці）是位於烏克蘭西部的村莊，由赫梅利尼茨基州裡赫梅利尼茨基區的赫梅利尼茨基市鎮負責管轄。該村面積0.55平方公里，海拔高度297米，2001年人口159，人口密度每平方公里290.2人。